# Eugène Augustin Lauste
Eugène Augustin Lauste, oppure Eugène Lauste (Montmartre, 17 gennaio 1857 – Montclair, 27 giugno 1935), è stato un inventore francese, considerato uno dei pionieri del cinema sonoro, avendo progettato i primi sistemi ottici di film sonori.

## Biografia

Meccanismo a doppio artiglio, da 16mm, su un proiettore cinematografico

Traccia ottica su pellicola da 35 mm

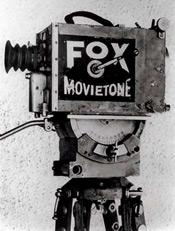
Una cinepresa Fox Movietone (1930)

### La gioventù e le prime invenzioni
Lo storico dell'arte e della cinematografia, Gordon Hendricks, ritiene Lauste, assieme a Dickson e a Muybridge,  come i più importanti inventori cinematografici negli Stati Uniti.
Eugène Augustin Lauste dimostrò sin da giovane di possedere qualità come inventore, difatti nel 1878 aveva già depositato brevetti per numerosi dispositivi meccanici.
Trasferitosi negli Stati Uniti nel 1886, collaborò fino al 1892 con Thomas Edison, successivamente si occupò dello studio di un motore a benzina per le automobili, e poi si mise in evidenza con la progettazione della macchina di proiezione chiamata The Marvellous Cinematograph (febbraio 1894), in grado di proiettare per oltre un'ora immagini continue.

### Il proiettore-telecamera sonoro
Dopo di che Lauste lavorò, dal 1894, con Woodville Latham, concorrente di Edison, per la realizzazione di numerosi dispositivi, tra i quali, proiettori, macchine fotografiche, attrezzature di stampa, oltre che il Eidoloscope - Pantopticon, una elaborata struttura di proiezione in concorrenza con il Kinetoscopio di Edison e con quello di Armat, ma che trasmetteva film più lunghi.
Dal 1896 Lauste collaborò con Dickson alla American Mutoscope and Biograph Company, preparando pellicole per la compagnia e dirigendo il laboratorio e gli studi sperimentali vicino a Parigi.
Successivamente si appassionò e si impegnò a progetti riguardanti l'applicazione del sonoro sui film, come pioniere e anticipatore, e dal 1900
iniziò la progettazione, trasferendosi in Gran Bretagna nel 1901, ultimandola nel 1904, e brevettandola due anni dopo. Il suo nuovo sistema consentiva di registrare e riprodurre contemporaneamente movimenti e suoni.
Grazie ai finanziamenti della London Cinematograph Company, Lauste proseguì gli studi sulla registrazione e riproduzione ingegnandosi per produrre il ristretto fascio di luce, indispensabile per includere il suono registrato direttamente sulla striscia, accanto alle immagini e non su un supporto esterno, come ad esempio un disco, e nel 1910, dopo aver aperto un proprio laboratorio a Brixton, nel sud di Londra, trovò la soluzione con un filo vibrante che agiva tra i poli di due magneti; nacque così il primo film su pellicola sonora della storia del cinema.
Negli stessi anni collaborò con l'inventore tedesco Ernst Ruhmer, che realizzò il "Photographone" per registrare il suono otticamente; inoltre Lauste scrisse una lettera a Charlie Chaplin, descrivendogli la macchina da presa capace di impressionare sulla stessa pellicola il suono e le immagini, suscitando molto interesse da parte del grande artista.
Durante un soggiorno statunitense nel 1911, Lauste presentò il suo proiettore-telecamera e girò un breve film sonoro, invece l'anno seguente proseguì gli studi per amplificare il suo dispositivo.

### La guerra e gli ultimi anni
La prima guerra mondiale rallentò i suoi esperimenti, che comunque risultarono fondamentali per gli sviluppi del sonoro nel cinema,  anche se non riuscì a commercializzare le sue invenzioni.
Lauste verso la fine degli anni venti venne assunto dai Bell Laboratories, risolvendo così i suoi problemi economici; lavorò per i Bell Laboratories fino all'età di settantadue anni.
Nel 1930 Lauste ricevette un premio come membro della Society of Motion Picture Engineers.
Eugène Augustin Lauste morì il 27 giugno 1935 a Montclair, nel New Jersey.
Suo figlio Émile-Louis si distinse come operatore fotografo, producendo documentazioni cinematografiche pregevoli.